# Hedwigidium
Hedwigidium là một chi rêu trong họ Hedwigiaceae.